# Enguerrand de Marigny

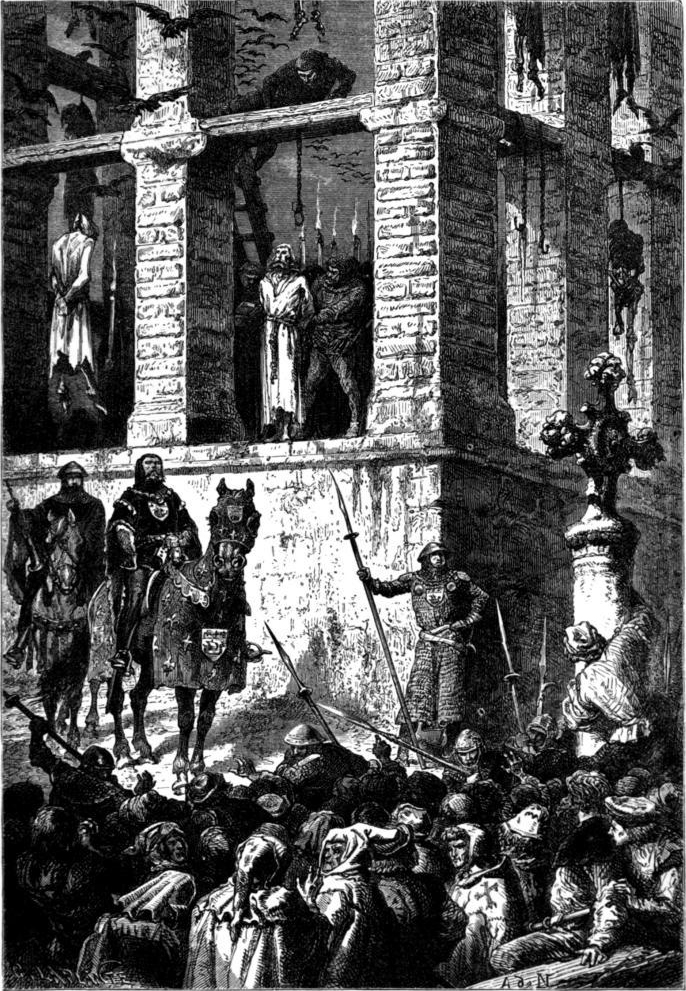
Egzekucja Marigny’ego (1883) autorstwa Alphonse-Marie-Adolphe de Neuville

Enguerrand de Marigny (ur. 1260, zm. 30 kwietnia 1315) – francuski szambelan i minister na dworze króla Filipa IV Pięknego.

## Życiorys
Urodził się w Lyons-la-Forêt w Normandii. Wywodził się ze starej normandzkiej rodziny szlacheckiej zwanej Le Portier, która przyjęła nazwisko Marigny około roku 1200.
Enguerrand rozpoczął służbę u Hugona II de Bouville, szambelana i sekretarza Filipa IV jako giermek. Następnie został zatrudniony we włościach królowej Joanny, która uczyniła go jednym z wykonawców jej woli. Poślubił Joannę de St Martin, która była jej chrześniaczką. W 1298 otrzymał nadzór nad zamkiem w Issoudun.
Po śmierci Pierre’a Flotte w bitwie pod Kortrijk w 1302 roku i Hugona II de Bouville w Bitwie pod Mons-en-Pevele w 1304 roku, został Wielkim Szambelanem Filipa oraz sekretarzem generalnym. W 1306 roku został wysłany do Normandii, aby objąć zarząd nad skarbcem. Otrzymał liczne dary w postaci ziemi i pieniędzy od Filipa, a także dożywotnią pensję od Edwarda II.
Posiadał zdolności polityczne oraz potrafił się przypochlebiać. Ponadto był wykształcony i wnikliwy. Potrafił mądrze wdrażać plany Filipa, dzięki czemu ten darzył go zaufaniem. Był powszechnie znienawidzony, na co naraził go Filip poprzez deprecjonowanie bitych monet. Pełnił rolę przedstawiciela Filipa w jego sporze z Ludwikiem, hrabią Nevers, synem Roberta III Flandryjskiego, zakończonym uwięzieniem Ludwika i zmuszeniem Roberta do zrzeczenia się Lille, Douai i Béthune na rzecz Francji.
W roku 1301 uzyskał dla swojego przyrodniego brata Filipa de Marigny biskupstwo Cambrai, a w roku 1309 arcybiskupstwo Sens. Dla swojego brata Jana w 1312 roku uzyskał biskupstwo Beauvais. Dzięki jego staraniom inny krewny – Mikołaj de Frauville – został królewskim spowiednikiem i kardynałem. W 1314 roku z sukcesem zwrócił się do Stanów Generalnych w celu nałożenia dodatkowych podatków na wojnę z Flamandami, przez co naraził się na jeszcze większe znienawidzenie.
Ta nienawiść osiągnęła apogeum kiedy wynegocjowano we wrześniu pokój z Flamandami. Panowie feudalni byli nim rozczarowani, gdyż nadal byli chętni do wojny. Enguerrand został oskarżony o przyjmowanie łapówek. Karol Walezjusz osobiście doniósł na niego królowi, jednak Filip stał po jego stronie i atak nie odniósł skutku. Śmierć Filipa IV, która miała miejsce 29 listopada 1314 roku była zapowiedzią przeciwdziałania jego polityce. Strona feudalna, której wpływy król próbował ograniczyć, ustanowiła swoich ministrów.
Enguerrand został aresztowany przez Ludwika X po namowie Karola Walezjusza. Przeciw niemu zostało wniesionych dwadzieścia osiem paragrafów oskarżenia zawierających zarzuty przyjmowania łapówek. Odrzucił te oskarżenia, a jego rachunki były prawidłowe. Ludwik był skłonny ukarać go jedynie wygnaniem na Cypr. Wówczas Karol oskarżył go o czary, co okazało się bardziej skuteczne. Szambelan sprzeciwiał się oskarżeniom utrzymując, że wszystkie jego działania były wykonywane z rozkazu Filipa, jednak 30 kwietnia 1315 roku został natychmiast skazany i powieszony na publicznej szubienicy w Montfaucon.
Marigny ufundował akademicki kościół Nôtre Dame d'Ecouis w pobliżu Rouen w roku 1313. Był dwukrotnie żonaty. Pierwszą żoną była Joanna de St Martin, z którą miał trójkę dzieci: Ludwika, Marię oraz Izabelę (która poślubiła Roberta, syna Roberta de Tancarville). Jego drugą żoną była Alips de Mons.

## W kulturze
Marigny jest główną postacią w Les Rois maudits (Królowie Przeklęci), powieści historycznej napisanej przez Maurice’a Druona. Na jej podstawie nakręcono serial telewizyjny w 1972 roku. Serial nakręcono ponownie w roku 2005.